# Vuurtoreneiland
Het Vuurtoreneiland is een eilandje in het IJmeer net uit de kust van de polder IJdoorn bij Durgerdam. Het is in 1701 aangelegd om een lichtbaken te kunnen plaatsen, Hoek van 't IJ. In 1885 werd het eiland vergroot voor de Kustbatterij bij Durgerdam.

## Vuurtoren
Aanvankelijk was de vuurtoren een vierkant, stenen gebouw. Dit is in 1893 vervangen door een achtkantige, conische, opengewerkte toren van gietijzer en profielstaal. De toren telt vijf etages waarvan de bovenste, het lichthuis, gesloten is. Voor de vuurtorenwachter is een aparte Lichtwachterswoning gebouwd. De huidige woning dateert uit 1951. De vuurtoren is sinds 1981 een rijksmonument. In 2001 werd het mistsein uitgeschakeld. Het licht in de vuurtoren werd in 2003 gedoofd, na de pensionering van de laatste vuurtorenwachter. Van 2005 tot eind 2016 was het licht weer in bedrijf. Sindsdien wordt overlegd tussen Rijkswaterstaat, de beroepsvaart, de pleziervaart en Staatsbosbeheer over een alternatieve lichtbakenfunctie in een afwijkende kleur.

## Vesting
In 1809 werd op het eiland een militaire post (onder de naam Werk aan het IJ op het Vuurtoreneiland) gevestigd, als onderdeel van de Posten van Krayenhoff, die in 1844 werd uitgebouwd tot een heus vestingwerk. Dat werd in 1883 opgenomen in de Stelling van Amsterdam waarin het met Fort Pampus en Fort Diemerdam Amsterdam moest verdedigen tegen aanvallen vanuit de Zuiderzee.

## Omgeving en gebruik
Het eiland is in 1996 met een smalle brug aan het vasteland verbonden en aan de noordkant is in 2003 een lage dam aangelegd, de Hoeckelingsdam, die een stuk van het IJmeer luw maakt. Deze dam is echter niet verbonden met het eiland en is niet toegankelijk voor het publiek. Ten zuiden van het eiland in in 2023 begonnen met de aanleg van het Buiteneiland.
Het eiland is staatseigendom en wordt beheerd door Staatsbosbeheer. Vanaf 2013 is er via een herbestemmingsproject een restaurant gevestigd, 's zomers in een glazen huis en 's winters in de voormalige kazerne. Er kunnen excursies naar het eiland gemaakt worden. In september 2012 waren er theater-voorstellingen op het eiland, onder de titel Ik, een eiland, georganiseerd door mensen uit Durgerdam en omgeving (Landelijk Noord).